# Henny
Henny (auch Henni oder Hennie) ist ein weiblicher, seltener auch männlicher Vorname. Zudem kommt Henny als Familienname vor.

## Herkunft und Bedeutung
Henny ist eine Variante der Vornamen Heinrich bzw. Henrike, oder auch eine Kurzform von Henriette.

## Namensträgerinnen
- Henny Brenner (1924–2020), deutsch-jüdische Schriftstellerin
- Henny Borchers (* 1864; † nach 1910), deutsche Kinderdarstellerin und Opernsängerin (Mezzosopran).
- Henny Deppermann (1860–1942), deutsche Landschafts- und Vedutenmalerin
- Henni Forchhammer (1863–1955), dänische Sprachlehrerin und Frauenrechtlerin
- Henny Geiger-Spiegel (1856–1915), deutsche Bildhauerin
- Henny Koch (1854–1925), deutsche Jugendbuchautorin und Übersetzerin
- Henny Lauritzen (1871–1938), dänische Stummfilm-Schauspielerin
- Henni Lehmann (1862–1937), politisch und sozial engagierte deutsche Künstlerin und Autorin
- Henny Lindorff Buckhøj (1902–1979), dänische Schauspielerin
- Henny Magnussen (1878–1937), dänische Rechtsanwältin
- Henny Neumann-Bock (1855–1942), deutsche Konzertsängerin und Übersetzerin, von den deutschen Nationalsozialisten ermordet
- Henny Nordländer (1878/79–1947), deutsche Theaterschauspielerin und Schriftstellerin
- Henny Piezonka (* 1976), deutsche Prähistorische Archäologin
- Henny Porten (1890–1960), deutsche Schauspielerin
- Henny Protzen-Kundmüller (1896–1967), deutsche Malerin
- Hennie Raché (1876–1906), deutsche Schriftstellerin
- Henny Reents (* 1974), deutsche Schauspielerin
- Henny Reistad (* 1999), norwegische Handballspielerin
- Henny Rosenthal (1884–1944), deutsche Obst- und Gemüse-Gärtnerin
- Henny Sattler (1829–1913), deutsche Sozialarbeiterin und Frauenrechtlerin
- Henny Schermann (1912–1942), deutsche jüdische Verkäuferin, von den deutschen Nationalsozialisten ermordet
- Henny Seidemann (1922–2012), deutsche Zeitzeugin des Holocaust
- Hennie Top (* 1956), niederländische Radrennfahrerin und Radsporttrainerin
- Henny Trundt (1897–1998), deutsche Opernsängerin (Sopran)
- Henni Warninghoff (1892–1962), deutsche Sportfunktionärin und Herausgeberin
- Henny Wolff (1896–1965), deutsche Konzertsängerin (Sopran) und Gesangspädagogin

## Namensträger
- Henni Arneken (1539–1602), zwischen 1583 und 1599 mehrfach Bürgermeister der Altstadt Hildesheim
- Henny Frohwein (1924–2012), niederländischer Jazzmusiker (Kontrabass, auch Gesang) und Bandleader
- Henni Heidtrider (um 1580–zwischen 1641 und 1656), Bildhauer des Barock
- Hennie Hollink (1931–2018), niederländischer Fußballspieler und -trainer
- Hans Henny Jahnn (1894–1959), deutscher Schriftsteller und Orgelbauer
- Hennie Keetelaar (1927–2002), niederländischer Wasserballspieler
- Hennie Kuiper (* 1949), niederländischer Radrennfahrer
- Hennie Marinus (1938–2018), niederländischer Radrennfahrer
- Henny Meijer (* 1962), surinamisch-niederländischer ehemaliger Fußballspieler
- Henni Nachtsheim (* 1957), deutscher Musiker, Comedian, Schriftsteller und Schauspieler
- Hennie Quentemeijer (1920–1974), niederländischer Boxer
- Hennie Stamsnijder (* 1954), niederländischer Radsportler und Weltmeister
- Hennie Strydom (* 1956), südafrikanischer Jurist und Hochschullehrer
- Henny Thijssen (* 1952), niederländischer Sänger, Textschreiber und Komponist

## Familienname
- Aksel Hennie (* 1975), norwegischer Schauspieler, Regisseur und Drehbuchautor
- John Henni (1805–1881), Schweizer Theologe
- Kaspar Henny (* 1968), Schweizer Gleitschirmpilot
- Lisa Henni (* 1982), schwedische Schauspielerin
- Max Henny (1885–1968), niederländischer Fußballspieler